# Shoxx
A Shoxx japán nyelvű zenei magazin volt, melyet 1990-ben alapítottak és kifejezetten a visual kei műfajjal foglalkozott, a népszerű és az új előadókkal egyaránt. Szlogenje „Visual and Hard Shock” („vizuális és kemény sokk”), melyhez az inspirációt az X Japan együttes Blue Blood című albumán megjelenő szlogen jelentette.
A magazin címlapján minden hónapban más előadó szerepelt, aki(k)ről 20-oldalas riport készült, interjúkkal, valamint poszterrel. Gyakran szerepelt a magazinban az X Japan, Miyavi, a Mucc, a Nightmare, a The Gazette, a Kra, a Sid, a Kagrra, az Alice Nine, az An Cafe vagy az LM.C.
2016 szeptemberében közölték, hogy a Shoxx kiadója csődöt jelentett. Az utolsó, novemberi szám címlapján a SuG szerepelt, bár 2017 februárjában még megjelent egy különszám a Nightmare-rel.